# Ischiolepta indica
Ischiolepta indica är en tvåvingeart som beskrevs av Papp 1993. Ischiolepta indica ingår i släktet Ischiolepta och familjen hoppflugor.
Artens utbredningsområde är Uttar Pradesh (Indien). Inga underarter finns listade i Catalogue of Life.